# Partículas de ribonucleoproteínas heterogéneas
As partículas de ribonucleoproteínas heterogéneas (hnRNPs) são complexos de ARN e proteína presentes no núcleo celular durante a transcrição e subsequente modificação pós-transcricional do recém sintetizado ARN (pré-ARNm). A presença das proteínas ligadas a uma molécula de pré-ARNm serve como sinal de que o pré-ARNm não está totalmente precessado e pronto para exportação para o citoplasma. Depois do splicing ocorrer, as proteínas permanecem ligadas aos intrões que sofreram splicing e marcam eles para degradação.
As proteínas envolvidas nos complexos hnRNP são colectivamente designadas por ribonucleoproteínas heteronégeas. Incluem a proteína K e a proteína PTB, que é regulada por fosforilação catalisada pela proteína quinase A e é responsável pela supressão do splicing de ARN num exão particular através do bloqueio do acesso do spliciossoma.